# Lutte turque
La lutte turque (en turc : Yağlı güreş, qui signifie « lutte à l'huile ») est une lutte traditionnelle turque.

## Description
Les lutteurs combattent torse nu, portant uniquement un pantalon (kispet) en peau de vache huilée serrée sous les genoux et ils se couvrent d'huile d'olive de la tête aux pieds. Ils doivent renverser leur adversaire, puis ils doivent le maintenir tête en bas et jambes en l'air, à la verticale, pendant quelques secondes. Si un des combattants déchire son pantalon, il est disqualifié. Les combats se déroulent sur la terre sèche ou l'herbe. Autrefois, le vainqueur recevait un mouton pour prix de sa vaillance.
Le tournoi de Kırkpınar a lieu chaque année dans la ville d'Edirne depuis le XIVe siècle ; c'est la plus grande compétition du pays, qui peut accueillir jusqu'à 40 000 spectateurs. La saison des tournois les plus importants est d'avril à septembre. Les sommes en jeu sont conséquentes (plusieurs dizaines de milliers de dollars américains) et beaucoup de lutteurs sont professionnels. Le sport s'est également développé dans les années 2000 aux Pays-Bas et au Japon. Ce festival de lutte a été inscrit au patrimoine culturel immatériel de l'humanité de l'UNESCO le 16 novembre 2010.
Les lutteurs sont appelés « pehlivans », ce qui en persan signifie « héros ».

## Culture populaire
- Hakan, l'un des personnages du jeu vidéo Super Street Fighter IV, pratique une forme très exagérée de lutte turque. C'est par ailleurs la première fois que ce style de combat est représenté en jeu vidéo.
- Dans le film Tosun Paşa (1976), le personnage principal, le maladroit Şaban (incarné par Kemal Sunal), est mis en difficulté dans une partie de lutte, qui se termine par la défaite forcée de son adversaire.